# Калмеј
Калмеј (фр. Calmeilles) насеље је и општина у јужној Француској у региону Лангдок-Русијон, у департману Источни Пиринеји која припада префектури Сере.
По подацима из 2011. године у општини је живело 65 становника, а густина насељености је износила 4,92 становника/km². Општина се простире на површини од 13,22 km². Налази се на средњој надморској висини од 469 метара (максималној 784 m, а минималној 256 m).

## Демографија
| 1962. | 1968. | 1975. | 1982. | 1990. | 1999. | 2011. |
| ----- | ----- | ----- | ----- | ----- | ----- | ----- |
| 43    | 45    | 46    | 37    | 41    | 42    | 65    |

График промене броја становника у току последњих година